# Leeds Castle

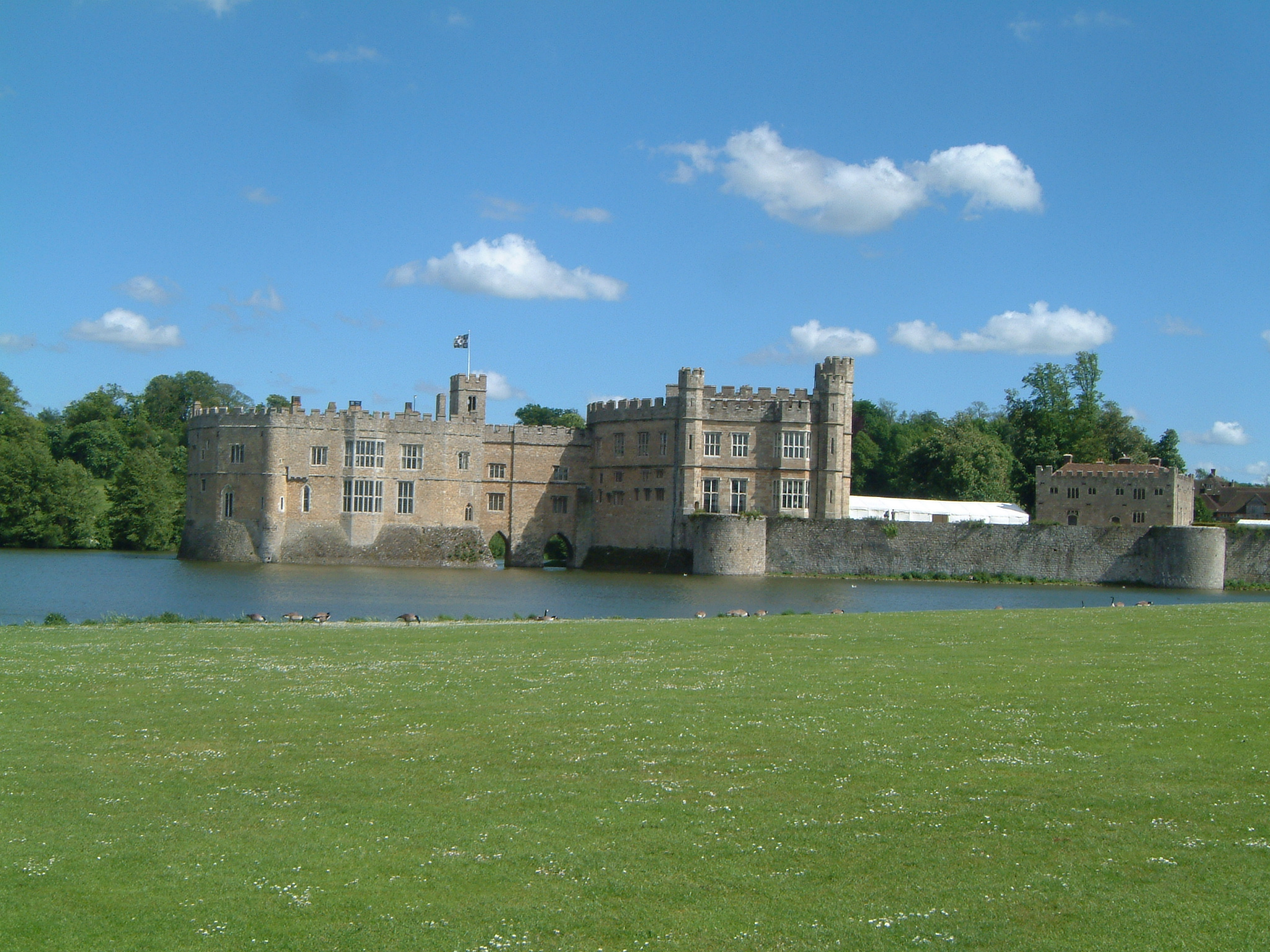
Leeds Castle, foto taget från parken

Leeds Castle är ett slott drygt sex kilometer väster om Maidstone, Kent i England. Det uppfördes 1119. Leeds Castle ligger något öster om byn Leeds (inte att förväxla med staden Leeds), och har fått sitt namn efter den.